# کوسونه
شهر کوسونه  در بخش کوسونه در ایالت وو در کشور سوئیس واقع شده‌است که ۲٬۶۰۰ نفر جمعیت دارد.